# Tubal
Tubal (ebraico: תובל o תבל [tuˈval]), in Genesi 10 (la "Tavola delle Nazioni"), è il nome di un figlio di Jafet, figlio di Noè.

## Interpretazioni
La moderna ricerca ha identificato il Tubal biblico con Tabal, uno stato e una regione anatolica menzionato nelle fonti assire.
Tabal era uno stato luvio post-ittita in Asia Minore nel I millennio a.C. I suoi vicini, i Mushki, sono tradizionalmente associati a Meshech. Alcuni storici collegano ulteriormente Tabal e Tubal con la tribù sulla costa del Mar Nero in seguito conosciuta dai Greci come Tibareni, sebbene questa identificazione sia incerta. I Tibareni e le altre tribù correlate, i Chalybes (Khalib / Khaldi) e i Mossynoeci (Mossynoikoi in greco), erano talvolta considerati i fondatori della metallurgia.
La maggior parte dei libri di consultazione, in seguito a Flavio Giuseppe, identificano Tubal dei tempi di Ezechiele come un'area che si trova ora in Turchia.

### Teorie antiche
Molti autori, in seguito allo storico ebreo Flavio Giuseppe (I secolo d.C.), riferirono il nome all'Iberia caucasica. Per quanto riguarda la questione dell'affinità etnica della popolazione di Tubal, Flavio Giuseppe scrisse: "Tubal ha dato origine ai Thobeli, che ora sono chiamati Iberi". Questa versione fu ripetuta dal patriarca Eustazio di Antiochia, dal vescovo Teodoreto e da altri. Tuttavia, San Girolamo, Isidoro di Siviglia e lo storico gallese Nennio affermarono un'altra tradizione secondo cui Tubal era antenato non solo degli iberici, ma anche degli "italiani" [cioè le tribù italiche] e degli "spagnoli" [che erano anche chiamati iberici]. Una tradizione divergente registrata da Ippolito di Roma (III secolo) elenca i discendenti di Tubal come "Hettali" (o Tessali in alcune copie successive), mentre il Libro dell'Ape (c. 1222) afferma che Tubal era progenitore della Bitinia.
I figli di Tubal hanno nomi diversi nelle fonti rabbiniche. In Pseudo-Filone (scritto nel 70 d.C. circa), i nomi dei suoi figli sono Phanatonova ed Eteva, e ricevettero la terra di "Pheed". Le successive Cronache medievali di Jerahmeel danno a questi figli i nomi di Fantonya e Atipa e affermano che hanno sottomesso "Pahath"; altrove queste cronache includono informazioni derivate da Girolamo, identificando i discendenti di Tubal con Iberia e Hispania. In un'altra fonte ancora, le Cronache di Jerahmeel riproducono una leggenda più dettagliata tratta dal precedente Josippon (c. 950): i discendenti di Tubal, si dice, si accamparono in Toscana e costruirono una città chiamata "Sabino", mentre i discendenti di Chittim costruirono "Posomanga" nella vicina Campania, con il fiume Tevere come frontiera tra i due popoli. Tuttavia, presto andarono in guerra a seguito del ratto delle Sabine da parte dei Kittim. Questa guerra finì quando i Kittim mostrarono ai discendenti di Tubal la loro progenie reciproca. Una versione più breve e confusa di questa storia di Yosippon si trova anche nel successivo Libro di Jasher, noto dal c. 1625, che nomina inoltre i figli di Tubal come Ariphi, Kesed e Taari.

### Teorie moderne
Intellettuali baschi come Andrés de Poza (XVI secolo) hanno indicato Tubal come l'antenato dei baschi e, per estensione, gli iberici. L'autore basco francese Augustin Chaho (XIX secolo) pubblicò La leggenda di Aitor, affermando che il patriarca comune dei baschi era Aitor, un discendente di Tubal.
Secondo una leggenda catalana, si dice che il figlio di Iafet, Tubal, salpò da Giaffa con la sua famiglia e arrivò sul fiume Francolí della penisola iberica nel 2157 a.C., dove fondò una città che prese il nome da suo figlio Tarraho, ora Tarragona. Quindi proseguì verso l'Ebro (che, come Iberia, prese il nome del suo secondo figlio Iber), dove costruì molti altri insediamenti, tra cui Amposta. Il nome del suo terzo figlio è dato come Semptofail. Si dice che Noè stesso li abbia visitati qui circa 100 anni dopo. Si dice che Tubal regnò per 155 anni, fino alla sua morte mentre si preparava a colonizzare la Mauretania, e gli successe Iber.
Altre tradizioni fanno di Tubal figlio di Jafet (talvolta confuso con Tubal-Cain figlio di Lamech, una figura vissuta prima del diluvio) di essere il fondatore di Ravenna in Italia, Setúbal in Portogallo, Toledo e molti altri luoghi in Spagna. Vari autori affermano che il nome di sua moglie era Noya, che fu sepolto a Cabo de São Vicente in Portogallo, o che aveva 65 000 discendenti quando morì. La fonte di molte di queste leggende sembra essere stata lo pseudo-Berosso pubblicato da Annio da Viterbo nel 1498, ora ampiamente considerato un falso. Tuttavia, la precedente Cronaca di San Juan de la Peña dello storico-re Pietro IV d'Aragona (1370 ca.) include le premesse di base, che Tubal fu la prima persona a stabilirsi in Iberia, che gli iberici discesero da lui come Girolamo e Isidoro aveva attestato, e che in origine erano stati chiamati Cetubales e si stabilirono lungo l'Ebro, prima di cambiare il loro nome in 'Iberi' da quel fiume.
Un precedente studioso-re, Alfonso X di Castiglia (c. 1280), incluse dettagli simili nella sua storia, ma sostenendo che Tubal si fosse stabilito nelle montagne "Aspa" (parte dei Pirenei), e derivando la prima parte del nome Cetubales da cetus, che secondo lui significava "tribù". Nella sua versione, in seguito essi cambiarono il loro nome in "Celtiberi". Una versione ancora precedente si trova nella storia della conquista omayyade dell'Hispania da parte di Tariq ibn Ziyad, scritta intorno al 750 d.C. da Abulcasim Tarif Abentarique. Tale cronaca sostiene che Tubal (Sem Tofail) figlio di Japheth divise l'Iberia tra i suoi 3 figli - lasciando il suo figlio maggiore Tarraho nella parte nord-est (chiamata Tarrahon, in seguito Aragona); al suo secondo figlio, Sem Tofail il giovane, lasciò l'ovest, lungo l'oceano (in seguito chiamato Setúbal); e al suo figlio più giovane, Iber, lasciò la parte orientale, lungo il Mediterraneo, chiamata Iberia. Tubal costruì quindi per sé stesso una città che chiamò Morar (oggi Mérida, Spagna) - dove Abentarique sosteneva di aver visto una grande pietra sopra la porta principale della città incisa con questi dettagli, che tradusse in arabo.
Il dizionario arabo Taj al-Arus di al-Zubaidi (1790) osserva che sebbene alcuni autori islamici facciano i Khazari discendenti dal figlio di Jafet Khasheh (Meshech), altri sostengono che sia i Khazari sia i Saqaliba (Slavi) provengano piuttosto da suo fratello, Tubal.
Gli iberici caucasici erano antenati dei Georgiani moderni. Alcuni georgiani moderni sostengono anche di discendere da Tubal, Togarma e Meshech; uno storico georgiano, Ivane Javakhishvili, considerava Tabal, Tubal, Jabal e Jubal come antiche designazioni tribali georgiane.